# Vereinigte Volksbank Maingau
Die Vereinigte Volksbank Maingau eG (VVB) war eine Genossenschaftsbank mit Sitz in Obertshausen. Im Jahre 2018 fusionierte sie mit der Frankfurter Volksbank eG, als deren Niederlassung sie weiterhin existiert.

## Zahlen
Die VVB zählte zum Zeitpunkt der Fusion mit der Frankfurter Volksbank eG mit ihren rund 370 Mitarbeitern, 31 Auszubildenden, 44 Geschäftsstellen in den Kreisen Offenbach und Darmstadt-Dieburg mit über 91.000 Kunden – von denen über 51.000 auch Mitglied und damit Bankteilhaber waren – und einer Bilanzsumme von 1,977 Milliarden Euro zu den größten Genossenschaftsbanken in Hessen. Durch ihre Rechtsform gehörte die VVB auch dem Genossenschaftsverband e.V., dem Bundesverband der Deutschen Volksbanken und Raiffeisenbanken  e.V. (BVR) und dessen Sicherungseinrichtung an.

## Geschichte
Die Vereinigte Volksbank Maingau eG war 2003 durch Zusammenschluss der Volksbank Maingau, der Volksbank Obertshausen und der Vereinigten Volksbank Rodgau entstanden. 

## Partnerschaften
Verbundpartner der Bank waren die DZ Bank als Zentralinstitut, die Deutsche Genossenschafts-Hypothekenbank (DG Hyp), die Münchener Hypothekenbank und die WL Bank für private und gewerbliche Immobilienfinanzierungen und Geldanlagen, die Union Investment als Spezialist für Fondsanlagen, die Bausparkasse Schwäbisch Hall, die R+V Versicherung, VR Leasing für Finanzierungslösungen und die TeamBank als Anbieter für Ratenkredite.

## Standorte
Die Standorte der Vereinigten Volksbank Maingau eG erstreckten sich über den Landkreis Offenbach am Main bis zum südlichsten Teil, Schaafheim, in der Nähe des bayerischen Aschaffenburg sowie den nordöstlichen Teil des Landkreises Darmstadt-Dieburg.
Geschäftsstellen befinden sich nach der Fusion mit der Frankfurter Volksbank eG in:
- Obertshausen-Hausen
- Hainburg
- Seligenstadt
- Mainhausen
- Mühlheim
- Offenbach
- Heusenstamm
- Münster (Hessen)
- Dieburg
- Babenhausen
- Schaafheim
- Rodgau
- Rödermark

## Gesellschaftliches Engagement
Die VVB Maingau prägte seit ihrer Gründung neben der wirtschaftlichen auch die gesellschaftliche und kulturelle Entwicklung der Region mit, etwa durch Sponsoring, Förderpreise für Kindergärten und Schulen, als Partner von Vereinen und mit den Sternen des Sports.